# Kostel Nanebevzetí Panny Marie (Bystřice)
Římskokatolický farní kostel Nanebevzetí Panny Marie v Bystřici je gotická sakrální stavba stojící na návrší nad obcí. Od roku 1964 je kostel zapsán v seznamu kulturních památek.

## Historie
Kostel byl postaven kolem poloviny 14. století. V období husitských válek byl poškozen a v 16. století znovu přestavěn. V roce 1857 k němu byla přistavěna věž. Loď byla v té době pseudogoticky upravena, prodloužena a opatřena plochým stropem. Po roku 1881 k ní byly přistavěny opěráky. Dále byl kostel novogoticky upravený v roce 1892. Na počátku 21. století byly při nové výmalbě na omítkách nalezeny vzácné starší malby. V zrestaurovaném kostele pořádá místní obec koncerty klasické a varhanní hudby.

## Architektura
Kostel je jednolodní, obdélný. Má pětiboce uzavřený presbytář a hranolovou věž v západním průčelí. V presbytáři se nacházejí úzká lomená okna bez kružeb, která jsou s pseudoslohovým profilovaným ostěním. Presbytář je klenut šestidílnou žebrovou klenbou profilovanými žebry z období asi po polovině 14. století. Loď kostela má plochý strop.

## Zařízení
Vnitřní zařízení je pseudogotické z konce 19. století. Od J. Stoklasy mladšího pochází hlavní oltář z roku 1897, obraz je dílem Vyčekala z roku 1917. Cínová křtitelnice pochází od mistra Petra z Mladé Boleslavi z roku 1572. Nese renesanční reliéfy Pallady, Fortuny aj. Také zvon z roku 1578 pochází od téhož autora. Ten byl původně zřejmě umístěn v tzv. sanktusníku – malé štíhlé věžičce na hřebenu střechy. V této době sem byli pohřbeni i někteří příslušníci početného rodu Kopidlanských, jejichž renesanční náhrobek zazděný v lodi kostela pochází z roku 1606.

## Okolí kostela
Nedaleko se nacházejí sochy sv. Jana Nepomuckého z roku 1769 a sv. Václava z roku 1892.

## Galerie

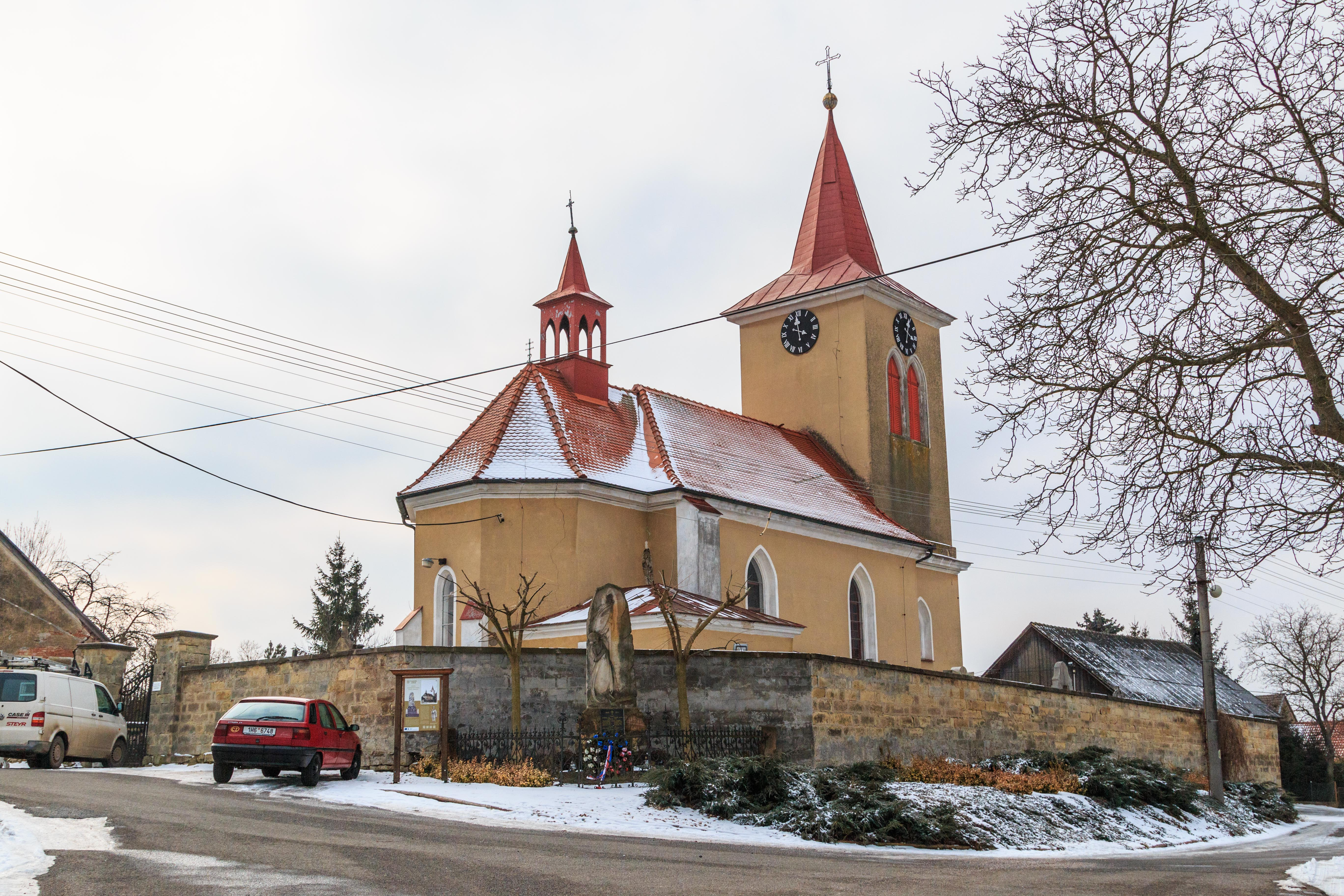
Kostel Nanebevzetí Panny Marie (Bystřice)
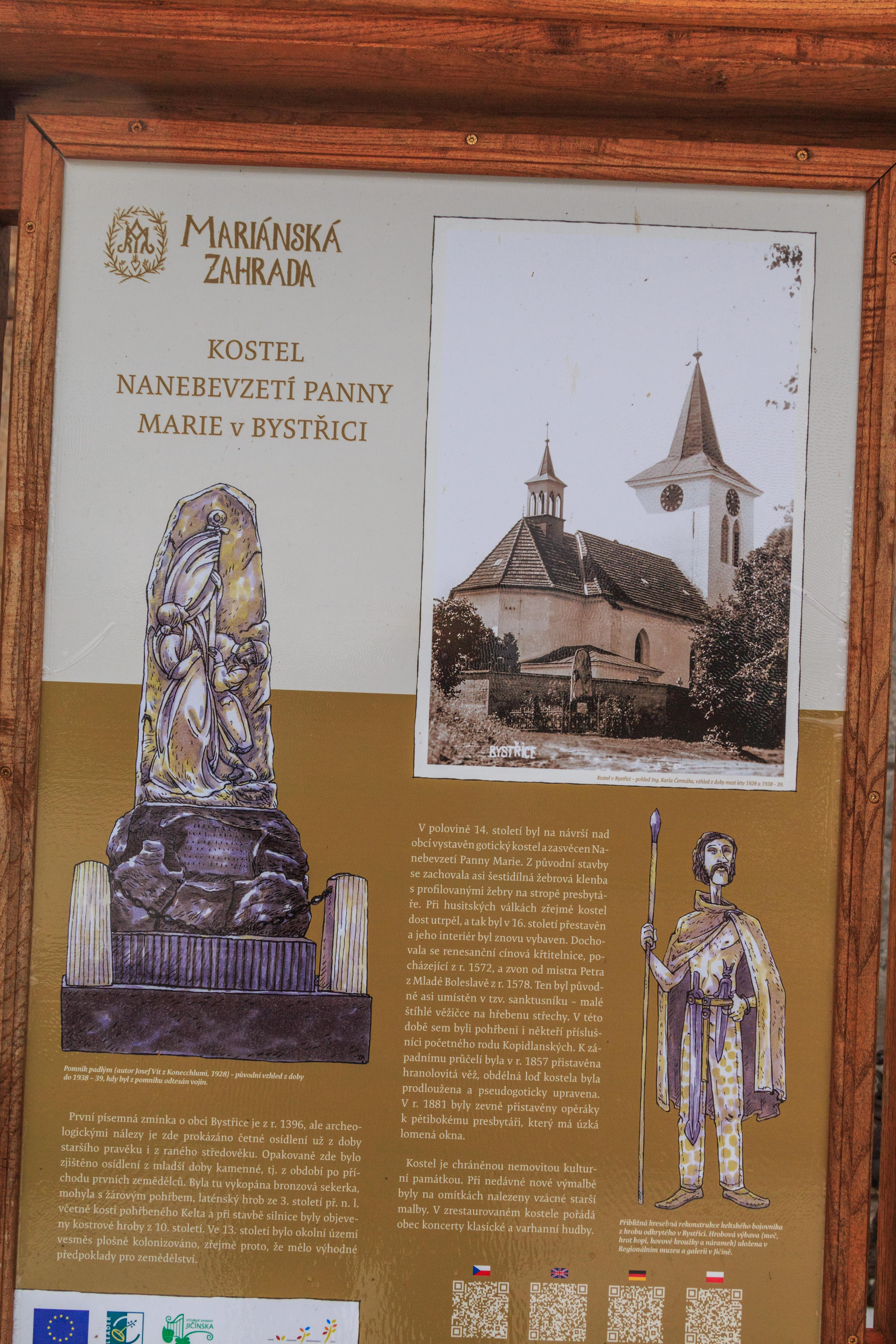
Kostel Nanebevzetí Panny Marie (Bystřice) - informační tabule
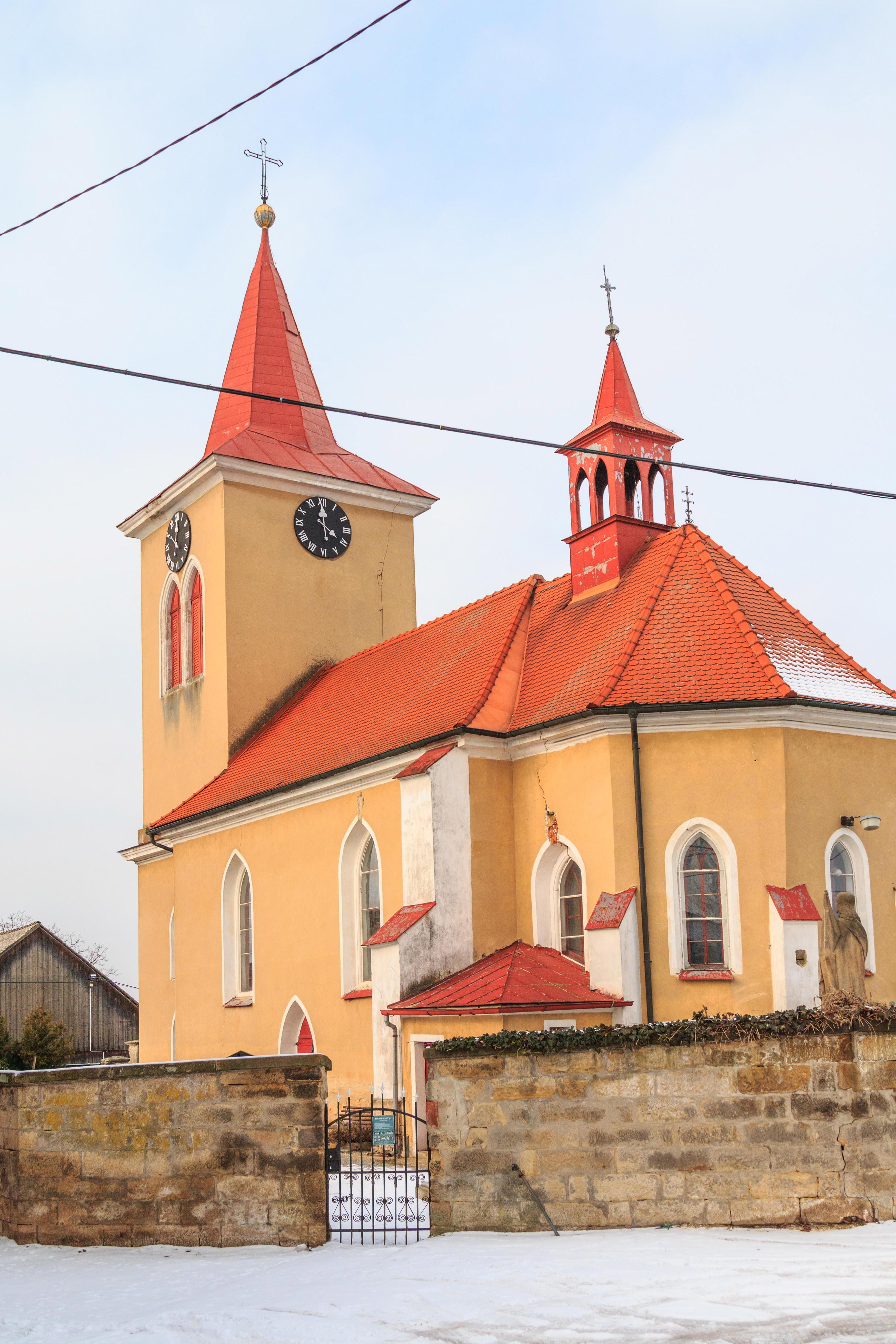
Kostel Nanebevzetí Panny Marie (Bystřice)